# Кіпель (Шуміхинський округ)
Кіпе́ль (рос. Кипель) — село у складі Шуміхинського району Курганської області, Росія. Входить до складу Каменської сільської ради.
Населення — 249 осіб (2010, 348 у 2002).
Національний склад станом на 2002 рік: росіяни — 97 %.